# Ляпис Трубецкой
„Ляпис Трубецкой“ (на руски: Ляпис Трубецкой; на беларуски: Ляпіс Трубяцкі) е беларуска рок (алтернативна и пънк) и ска група, просъществувала от 1990 до 2014 година.
Наименувана е в чест на комическия герой от романа „Дванадесетте стола“ на Илф и Петров поета халтурщик Никифор Ляпис, който печата под псевдонима Трубецкой. Групата е носител на награди в различни рускоезични радио- и телевизионни класации.

## История

### Ранни години
Групата е сформирана през 1990 година в Минск. Към края на 1990-те вече е натрупала значителна популярност в страната и в чужбина. В ранните си години групата става известна с пародиите си на продукти на поп-културата. По-известни песни от този период са „Ау“, „Ты кинула“, „Зеленоглазое такси“, „В платье белом“, „Яблони“.

### 2000-те
През 2004 година Ляпис Трубецкой записват албума „Золотые яйцы“, създаден под силното влияние на стиловете реге и ска, с осезаемия стремеж на групата към по-независимо звучене.
Вторият независим албум на групата от този период е „Капитал“. За този албум групата специално търси звукорежисьор и прави планове да запише албума в Лондон, родният град на легендарната британска ска-група Madness, една от любимите на Михалок. Когато всичко е уредено, Ляпис Трубецкой срещат на концерт известния украински звукорежисьор Виталий Телезин, работил с украинската рок група „Океан Ельзи“, руското поп-дуо „Братя Грим“ и други известни украински и руски музиканти. Телезин и групата се сработват отлично. При представянето на албума голяма роля изиграват видеоклиповете към някои от песните: „Харе“, веселяшко сватбено траш-видео, заснето от известния актьор и ню уейв режисьор Владимир Епифанцев. Вторият клип, към песента „Капитал“ е анимация с образите на някои от най-известните лидери на антикапиталистическия свят – Фидел Кастро, Уго Чавес, Ким Ир Сен, Ким Чен Ир, Махмуд Ахмадинежад, Александър Лукашенко и Саддам Хюсейн. Клипът, изготвен от Алексей Терехов, става истинска интернет сензация.
Следващият албум на Ляпис Трубецкой, „Манифест“, е издаден на 30 септември 2008 година. Музикантите го пускат за директно безплатно сваляне през интернет. Заедно с албума вървят две видеа – траш-пънк видеото към песента „Жлоб“ и видеото към песента „Манифест“, което става първото видео от концерт на живо на групата. През ноември същата година излиза видеото към песента „Огонки“, което печели наградата за най-добра анимация на фестивала ViMUS, Португалия.
През януари 2009 година „Манифест“ става „най-добър албум на 2008 година“ според класацията „West Records“ и музикалното ревю „The Lenta“. През декември 2013 година Ляпис Трубецкой е една от групите, които пеят за протестиращите на Евромайдана в Киев, Украйна.
Последният албум на групата, „Матрьошка“, излиза на 1 март 2014 година.

### Разпадане
На 17 март 2014 година фронтменът на групата Сергей Михалок обявява, че от 1 септември групата преустановява съществуването си. На тази дата членовете на групата обявяват бъдещите си планове. Сергей Михалок заедно с барабаниста Иван Галушко и басиста Денис Стурченко стартират нов проект на име „Brutto“, а вторият вокал, Павел Булатников заедно с китариста Руслан Владыко и барабаниста Александър Сторожук започва проекта си „Трубецкой“. Първата песен на Трубецкой става песента „Ласточка“, изпълнявана на концертите на групата, но незаписана в студийния ѝ албум „ЛТ“.

## Състав
- Сергей Михалок – вокал, китара, акордеон, перкусии (1990—2014)
- Руслан Владыко – китара, клавишни, акордеон, беквокал (1990—2014)
- Павел Булатников – вокал, перкусии (1997—2014)
- Иван Галушко – тромбон, беквокал (2000—2014)
- Денис Стурченко – бас-китара (2006—2014)
- Владислав Сенкевич – тромпет, беквокал (2010—2014)
- Денис Шуров – барабани (2011—2014)

## Албуми
| Година на издаване | Оригинално заглавие                     | Лейбъл         |
| ------------------ | --------------------------------------- | -------------- |
| 2014               | Матрёшка                                | Soyuz          |
| 2012               | Рабкор                                  | Soyuz          |
| 2011               | Весёлые картинки                        | Soyuz          |
| 2010               | Грай (сингл)                            | Eastblok Music |
| 2010               | Агитпоп                                 | Eastblok Music |
| 2009               | Культпросвет                            | Deti Solntsa   |
| 2008               | Manifest                                | Deti Solntsa   |
| 2007               | Капитал                                 | Nikitin        |
| 2006               | Мужчины не плачут                       | Birds Fabric   |
| 2004               | Аргентина                               | Deti Solntsa   |
| 2004               | Золотые яйцы                            | Soyuz          |
| 2003               | Чырвоны кальсоны (макси-сингл)          | Birds Fabric   |
| 2001               | Ляписденс – 2                           | Soyuz          |
| 2001               | Юность                                  | GRAND          |
| 2000               | Тяжкий                                  | REAL           |
| 2000               | Всем девчонкам нравится                 | Soyuz          |
| 1999               | Ляписденс                               | Soyuz          |
| 1999               | Красота                                 | Soyuz          |
| 1998               | Любови капец: архивные записи 1992-1995 | Soyuz          |
| 1998               | Ты кинула                               | Soyuz          |
| 1997               | Смяротнае вяселле                       | No Label       |
| 1996               | Ранетое сердце                          | Satis          |
| 1995               | Любови капец! – Live '95                | Satis          |